# Procopi el Gran
|  | No s'ha de confondre amb Procopi de Cesarea. |

Procopi el Gran o d'Escitòpolis (Jerusalem, s. III - Cesarea Marítima, Palestina, 303) fou un religiós cristià palestí, mort màrtir. És commemorat com a sant a tota la cristiandat.

## Biografia
Eusebi parla del seu martiri durant la persecució de Dioclecià. Diu que havia nascut a Jerusalem i havia anat a viure a Escitòpolis, on va tenir tres càrrecs eclesiàstics. Va ser lector i intèrpret del siríac i havia fet guariments i exorcisme. També diu que fou enviat amb altres companys cristians des d'Escitòpolis a Cesarea Marítima, on fou decapitat.

## Llegenda
Llegendes posteriors el fan soldat, asceta i persa, o príncep d'Alexandria, segons altres fonts. Una tradició diu que havia matat sis mil invasors pagans només mostrant-los la creu. Una llegenda, similar a la de Sant Pau de Tars, diu que era Neànias, pagà, i perseguia els cristians, per la qual cosa fou ennoblit per Dioclecià. Camí d'Antioquia, va tenir una visió i es va convertir al cristianisme.

## Veneració
Apareix per primer cop a Occident al martirologi de Beda el Venerable, el 8 de juliol. D'aquí, passà al martirologi romà.
Tingué esglésies dedicades a Escitòpolis i Cesarea. Les seves relíquies foren portades a l'església de Sant Miquel d'Antioquia.